# فيكتوريا سيلرز
فيكتوريا سيلرز (بالإنجليزية: Victoria Sellers)‏ هي بلاي ميت وممثلة بريطانية، ولدت في 20 يناير 1965.

## وصلات خارجية
- فيكتوريا سيلرز على موقع IMDb (الإنجليزية)
- فيكتوريا سيلرز على موقع قاعدة بيانات الفيلم (الإنجليزية)